# دیوید دورترت
دیوید دورتُرت (انگلیسی: David Dortort؛ ۲۳ اکتبر ۱۹۱۶ – ۵ سپتامبر ۲۰۱۰) تهیه‌کننده تلویزیونی و فیلم‌نامه‌نویس اهل ایالات متحده آمریکا بود. وی بین سال‌های ۱۹۵۷ تا ۲۰۰۱ میلادی فعالیت می‌کرد.
از فیلم‌ها یا مجموعه‌های تلویزیونی که وی در آن‌ها نقش داشته است، می‌توان به چاپارل و بونانزا اشاره نمود.